# Paul-Daimler-Wagen
Paul-Daimler-Wagen (с нем. «автомобиль Пауля Даймлера») или Daimler Kleinwagen — компактный легковой автомобиль, разработанный старшим сыном Готлиба Даймлера Паулем Даймлером в начале 1900-х годов. Проектировался отдельно от транспортных средств Вильгельма Майбаха, был представлен на выставке в Вене, однако так и не получил должного признания и не поступил в широкую производственную серию. Во время Второй мировой войны все образцы, хранившиеся в коллекции концерна Daimler-Benz, были утеряны.

## История
Пауль Даймлер, старший сын основателя компании Daimler-Motoren-Gesellschaft, работал в конструкторском бюро своего отца с 1897 года. В связи с тем, что у него зачастую возникали разногласия с Вильгельмом Майбахом, главным конструктором предприятия, Даймлер-младший получил свою область компетенции, где он мог работать отдельно от Майбаха. В этом независимом конструкторском бюро Пауль начал разработку собственного компактного автомобиля в 1899 году. Во Франции, в частности, подобные автомобили, известные как «voiturettes», в то время были очень популярными, и Даймлер намеревался получить доступ к этому сегменту рынка с собственным современным дизайном.
В июне 1900 года команда Пола Даймлера прервала свою работу в поддержку Вильгельма Майбаха и его конструкторского бюро, помогая им закончить работы над моделью «Mercedes 35 PS». В связи с нехваткой времени потребовалось задействовать все мощности и ресурсы DMG для разработки первого современного автомобиля. В конце октября 1900 года Пауль Даймлер вернулся к своей задумке и завершил проект, передав чертежи в мастерскую, которая должна была начать строительство трёх прототипов.
По причинам, которые не были задокументированы, первое транспортное средство было завершено только через год, в октябре 1901 года. Оно оснащалось двухместным кузовом с прямой рулевой колонкой и внутренним цепным приводом, который приводил в движение внутренние зубчатые колёса задних колёс при помощи цепной шестерни. Два месяца спустя к доставке было готово второе транспортное средство.
В апреле 1902 года третий тестовый автомобиль в новом варианте покинул сборочный цех. Он представлял собой четырёхместный автомобиль с кузовом «tonneau» и модернизированной конструкцией. Эта версия имела наклонную рулевую колонку и обычный цепной привод на задние колёса. Все версии транспортных средств от Пауля Даймлера оснащались поперечным двухцилиндровым рядным двигателем с автоматическими впускными клапанами и расположенными сбоку выпускными клапанами. Рабочий объём силового агрегата составлял 1,4 литра, а мощность равнялась 8 л.с. при 850 об/мин.
Несмотря на достаточно современную конструкцию маленький автомобиль, который был известен во всём мире как «автомобиль Пауля Даймлера», не пошёл в массовое производство — с одной стороны он составил бы конкуренцию моделям марки «Mercedes», разработанными Майбахом, а с другой — успех продаж автомобилей «Mercedes» позволил компании DMG выйти на полную мощность.
Тем не менее, Пауль Даймлер, который в июне 1902 года стал техническим директором «Österreichische Daimler-Motoren-Commanditgesellschaft» (Austro-Daimler), предпринял новую попытку продать свой маленький автомобиль в Вене. В марте 1903 года «легковесный автомобиль Пауля Даймлера» был представлен в модифицированной версии в кузове купе и двойного фаэтона на Международной автомобильной выставке в Вене. Несмотря на то, что автомобильный журнал «General Automobile Journal» дал положительную оценку стоимости новой модели, тем не менее автообиль не получил ожидаемого успеха.
До Второй мировой войны два прототипа из Каншттата — двухместный и четырёхместный, — принадлежали коллекции музея Daimler-Benz. Из-за военных потрясений и потери многих предметов после окончания войны все следы этих двух автомобилей были потеряны, в связи с чем предполагается, что уже не осталось ни одного экземпляра автомобиля Пауля Даймлера.

## Конструкция
Автомобиль Пауля Даймлера оснащался четырёхтактным рядным двухцилиндровым бензиновым двигателем внутреннего сгорания рабочим объёмом 1410 см3, расположенным в передней части кузова. В конструкции двигателя присутствовали 1 автоматический впускной клапан и 1 регулируемый выпускной (боковой, вертикальный). Управление клапанами обеспечивалось при помощи одного распределительного вала. Максимальная мощность силового агрегата составляла 8 лошадиных сил, что при массе транспортного средства в 850 кг позволяло ему развивать скорость до 45 км/ч. 
Шасси автомобиля представляло собой стальную раму с U-образным профилем. Передняя и задняя подвески представляли собой жёсткую ось с эллиптическими пружинами. Правостороннее рулевое управление представляло собой червячно-гайковый механизм. Крутящий момент двигателя передавался при помощи цепи, четырёхступенчатой механической коробки передач со сцеплением с периферийными винтовыми пружинами и шестерней на задние колёса
. 
Модель оснащалась механической тормозной системой, воздействующей на приводной вал. Стояночный тормоз также был механическим и воздействовал на задние колёса.
Автомобиль оснащался колёсами с деревянными спицами со стальными ободами (не съёмными), на которых закреплялись твердосплавные шины размером 870 × 90 спереди и 1010 × 120 сзади.